# Sport Club Americano (Espírito Santo)
El Sport Club Americano fue un equipo de fútbol de Brasil que jugó en el Campeonato Capixaba, la primera división del estado de Espirito Santo.

## Historia
Fue fundado el 9 de mayo de 1935 en el municipio de Vitória, Espírito Santo y contabilizó 20 temporadas en el Campeonato Capixaba, siendo uno de los equipos más fuertes del estado de Espírito Santo durante las décadas de los años 1940 y años 1950.
Su primer y único título estatal fue en 1940 en un periodo en donde solo cinco equipos habían sido campeones estatales en las primeras 24 ediciones, en donde las últimas seis las había ganado el Rio Branco AC, a quien venció en aquella edición de 1940, en una temporada en la que registró 10 victorias en 14 partidos.
Sus principales logros vinieron en el Torneo Inicio, el cual ganó en seis ocasiones entre 1943 y 1963, así como una edición de la copa municipal en 1940.
El club desapareció en 1963 luego de que firmara la profesionalización del fútbol en el estado de Espírito Santo.

## Palmarés
- Campeonato Capixaba: 1

1940
- Torneo Inicio de Espirito Santo: 6

1941, 1948, 1949, 1951, 1953, 1963
- Copa Ciudad de Victoria: 1

1940